# Провулок Вацківський (Житомир)
Вацківський провулок — провулок в Корольовському районі міста Житомира. Назва провулка походить від старого найменування приміського села Глибочиця (села Вацків). Один з небагатьох топонімічних об'єктів міста, назву якого не змінювали упродовж ХІХ та ХХ сторіч.

## Характеристики
Провулок розташований в привокзальній частині міста, у місцевості, що відома за назвою «Виставка». Провулок бере початок з Київської вулиці, прямує на південь та схід, затим повертає на північний схід та завершується в глибині кварталу перехрестям зі службовим проїздом, неподалік провулка Крилова. Провулок огинає з півдня майдан Мистецькі Ворота. Провулок перетинає вулиця Добровольчих Батальйонів.
Історична забудова провулка — садибна житлова (першої половини ХХ ст.), зосереджена переважно з південного боку початку провулка; сучасна забудова — багатоповерхова житлова (1970 —1980-х рр.).

## Історія
Провулок являє собою збережений початок стародавньої дороги до села Вацків (нині Глибочиця). Дорога показана на мапах міста 1790 та 1810 років. Брала початок від Великої поштової дороги на Радомишль, прямувала декілька сотень метрів на південь, після чого повертала на 45 градусів у східному напрямку й прямувала до Вацкова. Дорогу перетинала річка Путятинка. 
Значення Вацківського шляху поступово втратилося внаслідок будівництва у середині ХІХ ст. Брест-Литовського шосе (в межах міста сучасні Київська вулиця й Київське шосе). Станом на середину ХІХ ст. шлях був майже не забудований. Від шляху брали початок декілька доріг на південь у напрямку хутора Кашперовського, земель Корженьовського. 
На мапі кінця ХІХ ст. шлях вже підписаний як Вацківський провулок. Завершувався перед залізничним полотном, у місці з'єднання нинішніх вулиць Вокзальної, Бориса Тена, Заводської й Вітрука. Перехрестям з провулком завершувалися провулок Пиржановського (нині вулиця Івана Сльоти), Вокзальний провулок й Перша Привокзальна лінія (пізніше Вокзальна вулиця). Довжина Вацківського провулка від початку до залізничного полотна сягала 1,50 км. 
Станом на початок ХХ століття суцільна забудова провулка сформувалася до правого берега річки Путятинки. 
У 1950-х роках — 1960-х роках щойно прорізана ділянка вулиці Гоголівської новою садибною забудовою розділила Вацківський провулок на дві частини, одна з яких завершувалася з'єднанням з Гоголівською вулицею (між розташованими наразі будинками №73 та №77 по цій вулиці), а друга частина провулка брала початок на місці нинішньої дев'ятиповерхівки по вул. Гоголівській, 102, та прямувала на південний схід до з'єднання з Вокзальною вулицею.  
Протягом 1970-х років кінець Вацківського провулка зник внаслідок забудови кварталу між вулицями Вокзальною, Бориса Тена й Гоголівською п'ятиповерховими житловими будинками. Відтоді провулок завершувався виходом на вулицю Гоголівську біля будинків №№ 73, 77 та мав протяжність близько кілометра.  
У 1980-х роках з побудовою чотирьох дев'ятиповерхових будинків та дитячого садка, Вацківський провулок спрямовано на північний схід. Ділянка Вацківського провулка між вулицею Гоголівською та будинком №9 зникла в ході будівництва останнього. Збереглися декілька садиб, колись спрямованих північними фасадами до Вацківського провулка, адресовані нині до вулиці Гоголівської під номерами 57 — 57б.  